# Risch (Bergisch Gladbach)
Risch ist ein Ortsteil im Stadtteil Romaney von Bergisch Gladbach. 

## Geschichte
Der Weiler Risch hatte sich aus einer spätmittelalterlichen Siedlungsgründung entwickelt. Sie ist für 1481 urkundlich als Ryschenholz belegt. Das Urkataster verzeichnet den Ort in seiner heutigen Schreibweise Risch.
Die Topographia Ducatus Montani des Erich Philipp Ploennies, Blatt Amt Porz, belegt, dass der Wohnplatz 1715 als gemeiner Hof kategorisiert wurde und mit Rischet bezeichnet wurde.
Carl Friedrich von Wiebeking benennt die Hofschaft auf seiner Charte des Herzogthums Berg 1789 als Rischeid. Aus ihr geht hervor, dass Risch zu dieser Zeit Teil der Honschaft Combüchen im Kirchspiel Paffrath war.
Unter der französischen Verwaltung zwischen 1806 und 1813 wurde das Amt Porz aufgelöst und Risch wurde politisch der Mairie Gladbach im Kanton Bensberg zugeordnet. 1816 wandelten die Preußen die Mairie zur Bürgermeisterei Gladbach im Kreis Mülheim am Rhein. Mit der Rheinischen Städteordnung wurde Gladbach 1856 Stadt, die dann 1863 den Zusatz Bergisch bekam.
Der Ort ist auf der Topographischen Aufnahme der Rheinlande von 1824 und ab der Preußischen Uraufnahme von 1840 auf Messtischblättern regelmäßig als Risch verzeichnet.
Aufgrund des Köln-Gesetzes wurde die Stadt Bensberg mit Wirkung zum 1. Januar 1975 mit Bergisch Gladbach zur Stadt Bergisch Gladbach zusammengeschlossen. Dabei wurde auch Risch Teil von Bergisch Gladbach.
| Jahr | Einwohner | Wohn- gebäude | Kategorie |
| ---- | --------- | ------------- | --------- |
| 1822 | 15        |               | Hofstelle |
| 1830 | 19        |               | Hofstelle |
| 1845 | 27        | 5             | Hofstelle |
| 1871 | 21        | 5             | Hofstelle |
| 1885 | 31        | 6             | Wohnplatz |
| 1895 | 34        | 6             | Wohnplatz |
| 1905 | 34        | 6             | Wohnplatz |

Risch war bis zur Abpfarrung Hebborns Anfang des 20. Jahrhunderts Teil der Pfarre Paffrath.

## Etymologie
Zur Erklärung des Namens Risch gibt es verschiedene Deutungen. Zunächst könnte das mittelhochdeutsche rechen (= zusammenkratzen, anhäufen) zu Grunde liegen, das in Flurnamen meistens auf einen Abhang oder eine Terrassenackeranlage hindeutet. Es könnte auch auf das mittelhochdeutsche Adjektiv risch (= trocken, spröde) zurückzuführen sein, woraus man auf die Bodenbeschaffenheit bzw. den Wassergehalt des Bodens ableiten könnte.